# Hostivice
Hostivice ([ɦoscɪvɪtsɛ]) (en allemand : Hostiwitz) est une ville du district de Prague-Ouest, dans la région de Bohême-Centrale, en République tchèque. Sa population s'élevait à 9 155 habitants en 2024.

## Géographie
Hostivice se trouve sur la rive gauche de la rivière Berounka et fait partie de la région métropolitaine de Prague. Son centre est situé à quelque 4 km des limites et à 13 km à l'ouest du centre de Prague.
La commune est limitée par Dobrovíz au nord, par Prague à l'est et au sud-est, par Chýně au sud-ouest, et par Jeneč à l'ouest.

## Histoire
La première mention écrite de la localité date de 1277.

## Administration
La commune se compose de deux sections :
- Břve
- Horní Hostivice

## Transports
Hostivice est proche de l'aéroport de Prague et desservie par l'autoroute D6, qui relie Prague à Karlovy Vary (Carlsbad).